# بخش کاسونگو
بخش کاسونگو (انگلیسی: Kasungu District) یکی از بخش‌های کشور مالاوی است.
این بخش ۷٬۸۷۸ کیلومتر مربع مساحت و ۴۸۰٬۶۵۹ نفر جمعیت دارد و مرکز آن شهر کاسونگو می‌باشد.